# منتخب بيرو لدوري الرغبي
منتخب بيرو لدوري الرغبي (بالإسبانية: Selección de rugby league de Perú)‏ هو ممثل بيرو الرسمي في المنافسات الدولية في دوري الرغبي، والرغبي .

## وصلات خارجية
- الموقع الرسمي